# Cratere Nana
Nana  è un cratere sulla superficie di Venere.